# Latvijas Mobilais Telefons
Latvijas Mobilais Telefons (LMT) ist ein lettischer Mobilfunkanbieter, der in den GSM-, UMTS- und LTE-Netzen operiert.
LMT wurde am 2. Januar 1992 gegründet. Es war das erste Mobilfunkunternehmen in Lettland und etablierte sich als Anbieter für das NMT-System. 1995 begann das Unternehmen auch im GSM-Netzwerk zu operieren. Den Ergebnissen einer Marktforschung folgend beantragte LMT die Lizenz für eine Erweiterung um die 1800 MHz Frequenz, welche im Sommer 1999 gewährt wurde. Zum 1. Dezember 1999 gab es 14 aktive GSM 900/1800 Mobilfunkmasten, elf weitere sollten bis zur Jahrtausendwende fertig gestellt werden.

## Geschichte
Am 3. April 2000 ließ LMT verlauten, dass es in Partnerschaft mit Hansabank die landesweit erste Anwendung für mobiles Banking veröffentlichen würde. Diese erlaubte es dem Anwender beispielsweise, Wechselkurse zu prüfen, den Kontostand und Umsätze abzurufen und Textnachrichten zu empfangen, die über Kontoaktivitäten informierten. Der Kontoinhaber konnte auswählen, wie oft er Benachrichtigungen empfangen wollte, in einem Spektrum von monatlich bis nach jeder Aktivität. Zeitgleich wurden Pläne angekündigt, Zahlungen über das mobile Banking zu ermöglichen, welches zu Beginn noch nicht möglich war.
Im November 2000 startete LMT einen Prepaid-Service namens „OKarte“. Die Kooperation mit Hansabank wurde fortgesetzt und um die Möglichkeit erweitert, Prepaidkonten direkt von einem Geldautomaten der Hansabank aufzuladen. Der Prepaid-Service wurde am 7. Oktober 2013 mit dem LMT-Branding verschmolzen und in LMT Okarte umbenannt.
LMT verkündete im Januar 2002, dass es die NMT-Netzwerkunterstützung zum Ende des Jahres hin einstellen wolle, und begann im selben Jahr, den GPRS-Standard einzuführen. Im September 2002 war GPRS bereits in ganz Lettland verfügbar. Als nächsten Schritt der Expansion führte LMT MMS-Unterstützung zum 31. März 2003 ein. Nach Erwerb der Lizenz konnte im Dezember 2004 das kommerzielle UMTS-Netzwerk an den Start gehen. Im Juni 2005 führte LMT EDGE in Riga und Jūrmala ein. HSDPA folgte im August 2006.
In Partnerschaft mit TeliaSonera begann LMT am 26. September 2008, das iPhone in Lettland zu vertreiben.
Das LTE-Netzwerk wurde am 31. Mai 2011 in Betrieb genommen, jedoch war es zunächst nicht für die Mobilfunkkunden verfügbar. Die erste stadtweite Verfügbarkeit dieses Netzwerks in Lettland war in Liepāja im Juli 2012 und durch fortschreitende Netzentwicklung konnte es den Mobilfunkkunden am 5. November 2013 zur Verfügung gestellt werden. Zum April 2014 hatten 50 Prozent der Letten Zugang zum LTE-Netzwerk, mit dem Ziel einer vollständigen Abdeckung des ganzen Landes, inklusive der sehr ländlichen Gebiete, zum Jahr 2016.
Im April 2013 startete LMT das Projekt „LMT für Lettland“ (LMT Latvijai) – eine landesweite CSR-Initiative, in Zusammenarbeit mit örtlichen Gemeinden und Einwohnern verschiedener lettischen Dörfer und Städte. Die Initiative startete in der folge diverse soziale Projekte. Darunter z. B. neue Kinderspielplätze und modernisierte Bibliotheken in Preili, Outdoor Fitness Gerätschaften in Tukums, der Kauf von Ferngläsern zum Vogelbeobachten im Sātiņi-Naturreservat oder ein Jugendfestival in Saldus. 2014 wurden 88 Ideen in elf lettischen Dörfern und Städten eingereicht, 32 wurden für eine Umsetzung ausgewählt. Mehr als 28000 Menschen nahmen bei der Abstimmung teil und die Initiative wurde in über 200 Pressemeldungen behandelt. Den Gewinnern des Wettbewerbs wurden jeweils zwischen 500 und 2000 Euro gestiftet. Insgesamt stiftete LMT eine Summe von 64.000 €.
Zum Juni 2014 hatte LMT Roaming-Vereinbarungen für Sprachanrufe und Textnachrichten mit 446 Mobilfunkanbietern in 204 Ländern in Europa, Afrika, Asien, Ozeanien und Amerika, als auch mit Schiffs- und Satellitenkommunikationsnetzwerken. Die Vereinbarungen für mobile Daten beliefen sich auf 372 Anbieter in 171 Ländern.
LMT ist heutzutage Lettlands größter Telekommunikationsanbieter, mit 1.113.197 Kunden zu Beginn des Jahres 2015, was einem Zuwachs von 30.000 im Vergleich zum Vorjahr darstellt.

## Produkte
Während Mobilfunkverträge mit Laufzeit immer noch das Hauptprodukt des Unternehmens sind, gibt es diverse Prepaid-Angebote, als auch eine Auswahl an Datenverträgen für Tablets und Computer. Im Juni 2014 standen drei unterschiedliche Internetstufen mit einer unbegrenzten Datenmenge für Haushalte zur Verfügung, wobei die oberste Stufe auch keine Geschwindigkeitsdrosselung beinhaltete.

## Events
LMT ist seit 2016 Hauptsponsor der LMT Smart Future Conference. Das Hauptanliegen dieser Konferenz ist es laut eigener Aussage, Experten verschiedener Industriezweige und Branchen auf der VEF Kulturas pils in Riga zusammenzubringen. Sprecher waren unter anderem die lettische Kulturministerin Dace Melbarde, die Journalistin Ilze Jaunalksne und Emojipediagründer Jeremy Burge.